# صابونية غائرة القمة
صابونية غائرة القمة (الاسم العلمي:Sapindus emarginatus) هي نوع من النباتات تتبع جنس الصابونية من الفصيلة الصابونية. تم وصف هذا النوع من النبات علمياً لأول مرة من قبل مارتن فاهل. التسمية تعود إلى كون قمة ورقة هذا النبات منخفضة أو غائرة أو مقلوبة، أي مسننة للداخل وليس الخارج حيث تخفض القمة قليلاً عن مستوى الحافة في أعلى الورقة.